# Gymnázium ve Sremských Karlovcích
Gymnázium Sremski Karlovci (srbsky Гимназија Сремски Карловци) představuje nejstarší srbskou vzdělávací instituci středního stupně (dříve nazývané Ilyrské gymnázium). Škola byla otevřena v roce 1791 ve Sremských Karlovcích na severu Srbska, v autonomní oblasti Vojvodina. 
Hlavními iniciátory a finančníky byli metropolita Stevan Stratimirović a obchodník Dimitrije Anastasiević Sabov, kteří vyčlenili značnou částku peněz (20 000 forintů) na stavbu školy. Ta vznikla ještě v dobách existence Uher.

## Historie

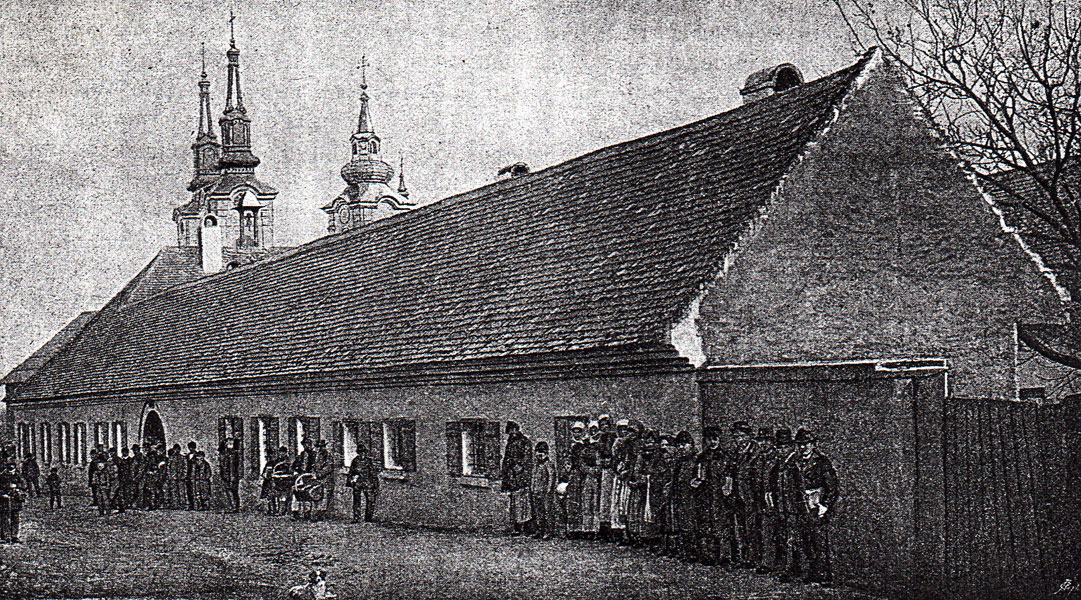
Budova v 19. století

Gymnázium zahájilo svou činnost dne 1. listopadu 1791 a mělo šest tříd, čtyři nižší („gramatika“) a dvě vyšší („humanitní vědy“). Vyučovacím jazykem byla latina a němčina, přednášely se dějiny, zeměpis, přírodní vědy, antropologie, římské dějiny, fyzika, logika a morálka. Později byl zaveden řecký jazyk. 
Prvním ředitelem byl Johan (Jovan) Gros, Slovák, který získal doktorát v Jeně, po něm Andrej Volni, také Slovák. Dalším ředitelem byl Georgije Karlo Rumi a od roku 1821 Pavel Magda. 
Současná budova byla postavena v roce 1891 podle projektu maďarského architekta Gyuly Pártose. Když byla budova dokončena, stala se také sídlem patriarchy. Objekt byl ve své době považován za nejreprezentativnější srbskou budovu na území současné Vojvodiny. 
Škola má velmi cennou knihovnu co se týče historii Srbů v Uhrách. Dnes v této budově sídlí filologické gymnázium. 
Dochoval se zde cenný Volnijův herbář z konce 18. století. 

## Studijní směry
Ve škole existují dva směry, a to klasické jazyky a moderní jazyky. Klasické jazyky se učí čtyři roky, jako hlavní jazyky jsou vyučovány latina a starořečtina, ale také jako třetí povinný jazyk navštěvují angličtinu. Moderní jazyky poskytují celou škálu jazyků, ze kterých se studenti rozhodnou pro dva, a mohou se volitelně učit další jazyky volitelné (arabština, řečtina, staré staroslověnština, francouzština, ruština atd.). Třetím a povinným jazykem je latina. Každý student gymnázia se musí učit angličtinu. 

## Literární olympiáda
Gymnázium v Sremských Karlovcích je prvním zřízeným gymnáziem v Srbsku. Ministerstvo školství, vědy a technologického rozvoje Srbské republiky proto ve spolupráci se Společností pro srbský jazyk a literaturu ve dnech 11. a 12. května 2013 uspořádaly soutěž, republikové kolo literární olympiády pro studenty sedmého a osmého ročníku základních škol a gymnázií v zemi.  Studenti, kteří byli ve třetím a čtvrtém ročníku středních škol a kteří získali jedno z prvních třech míst, byli osvobozeni od přijímacích zkoušek v této oblasti, podalili si přihlášku na studia na Filologické fakultě na Bělehradské univerzitě a bude jim započten plný počet bodů z přijímacího řízení. 

## Bývalí studenti
- Sima Milutinović Sarajlija
- Dimitrije Davidović
- Georgije Magarasević
- Milovan Vidaković
- Georgije Magarasević
- Branko Radicević
- Jovan Sterija Popović
- Josif Rajačić
- Stevan Šupljikac
- Jovan Subotić
- Dimitrije Ruvarac
- Ilarion Ruvarac
- Jovan Živanović
- Manojlo Grbić
- Vasa Stajić
- Miodrag Grbić
- Slobodan Bajić Paja
- Borislav Mihajlović Mihiz
- Vida Ognjenović
- Dejan Medaković
- Stephen Seder
- Otto Horvat
- Goran Šušljik
- Slobodan Trkulja

## Jazykové kombinace
- angličtina - němčina
- angličtina - francouzština
- angličtina - ruština
- francouzština - angličtina
- ruština - angličtina
- němčina - angličtina
- španělština - angličtina
- Italština - angličtina
- čínština - angličtina
- norština - angličtina
- japonština - angličtina
- starověká řečtina - latina - angličtina

## Galerie

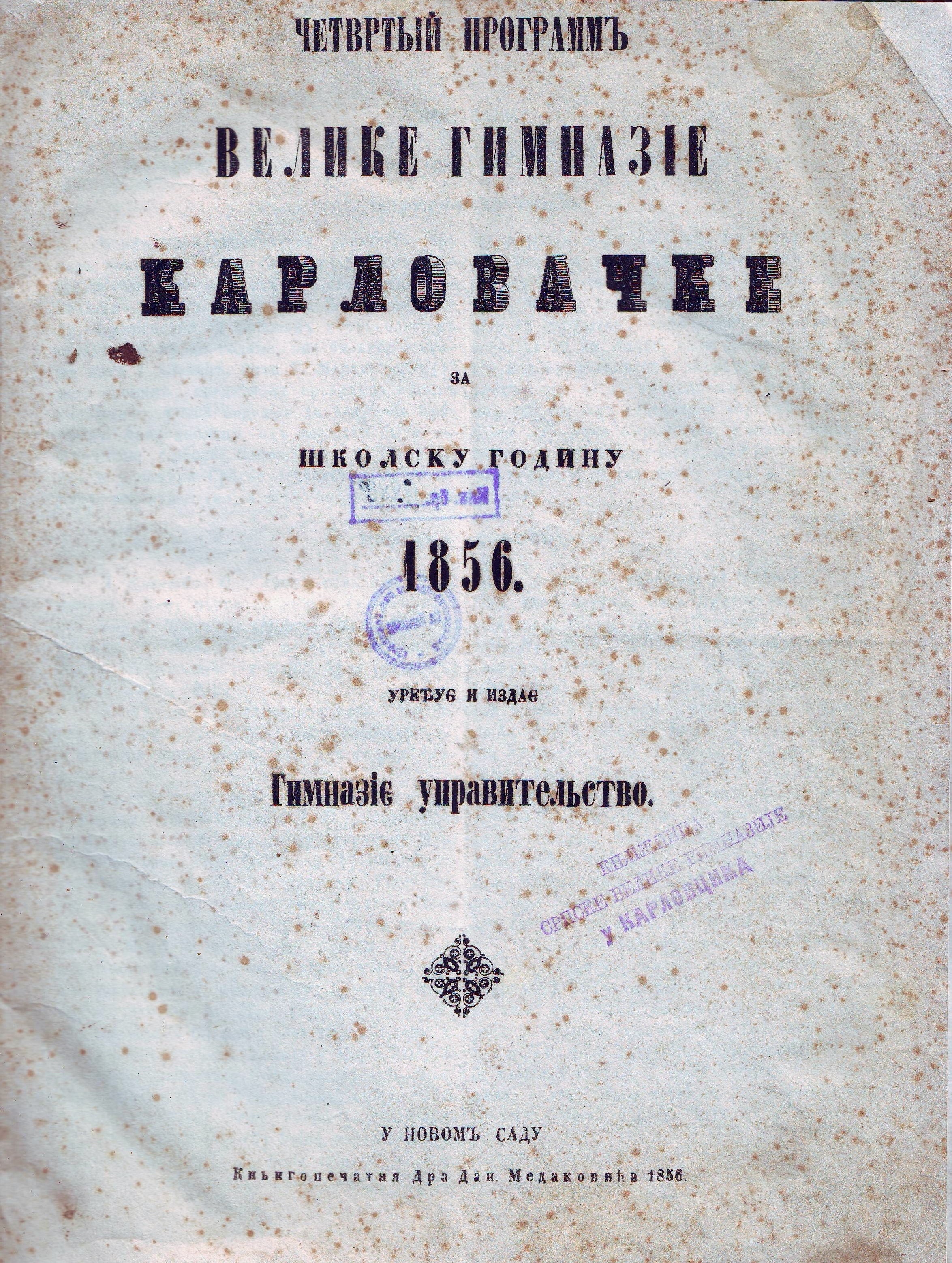
Čtvrtý program (zpráva) Gymnázia v Sremských Karlovcích (1856)

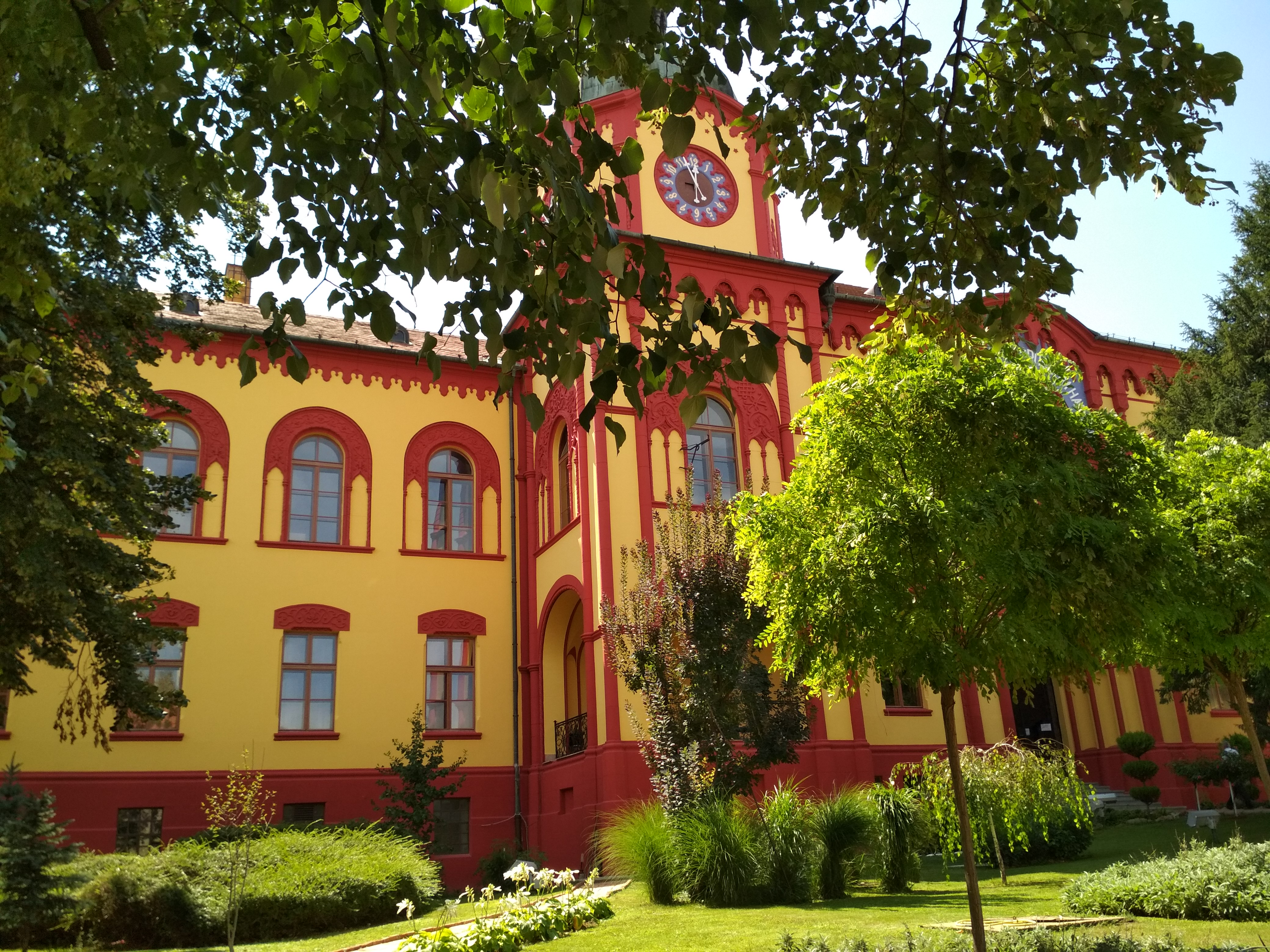
Gymnázium
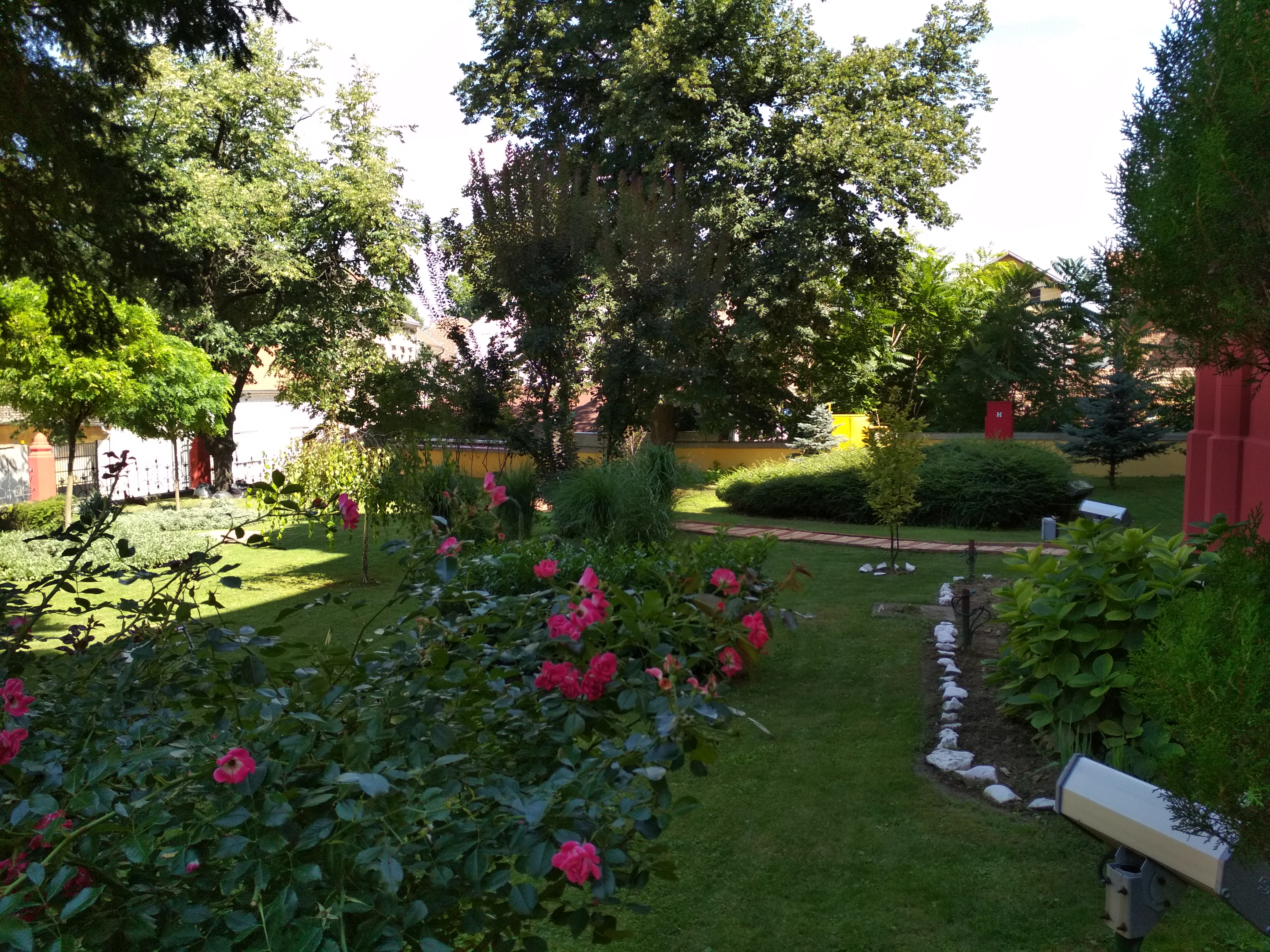
Zahrada
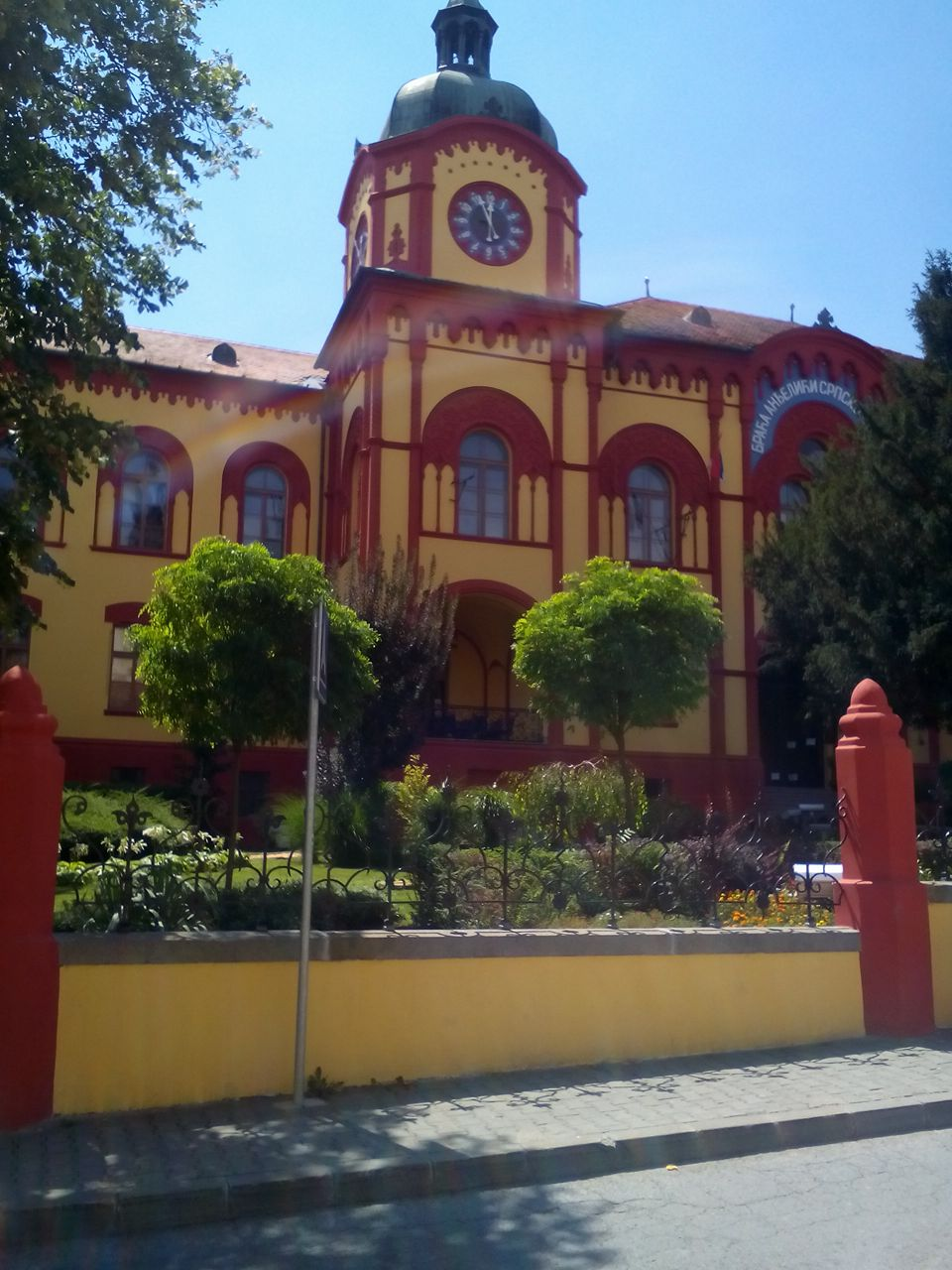
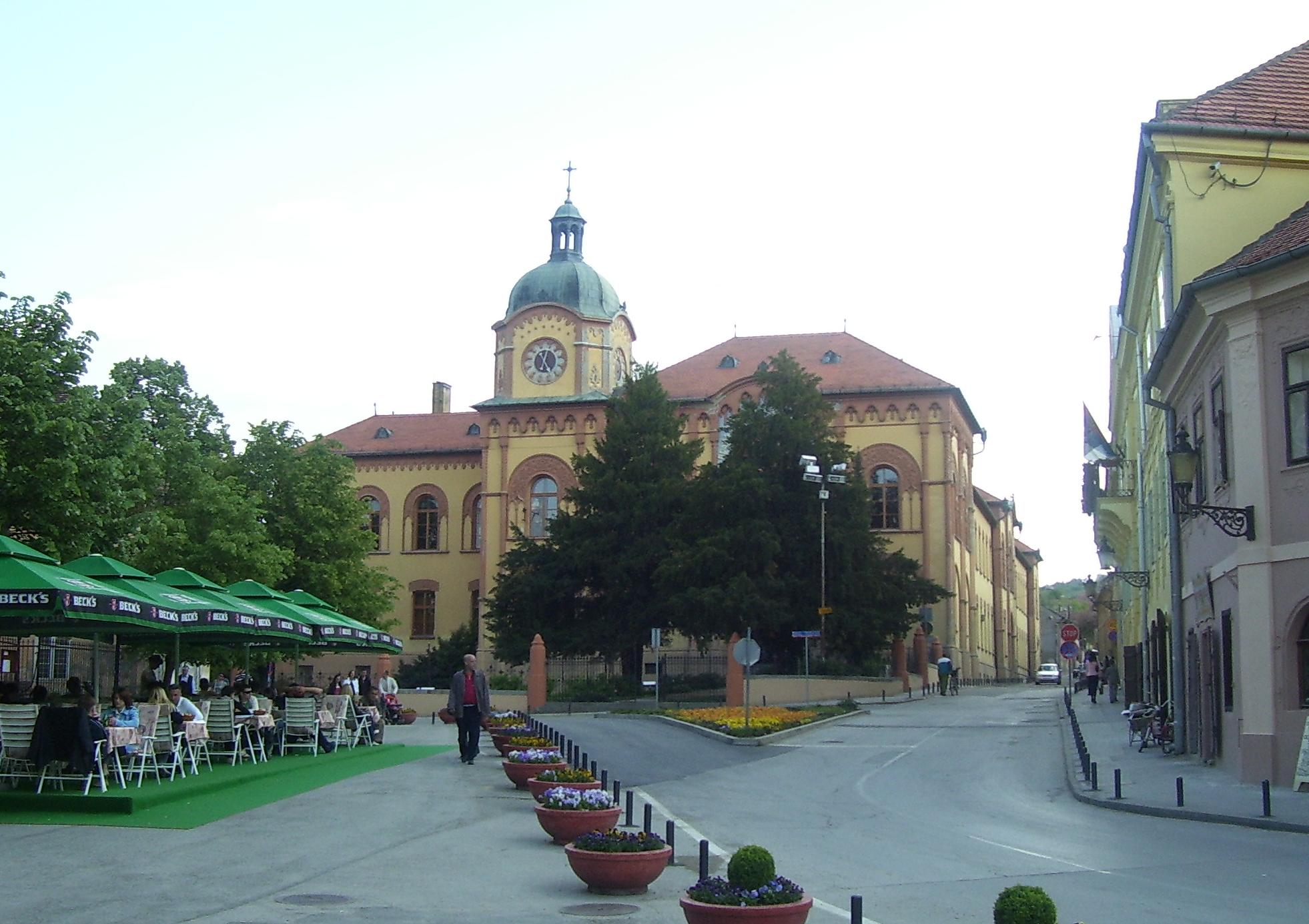
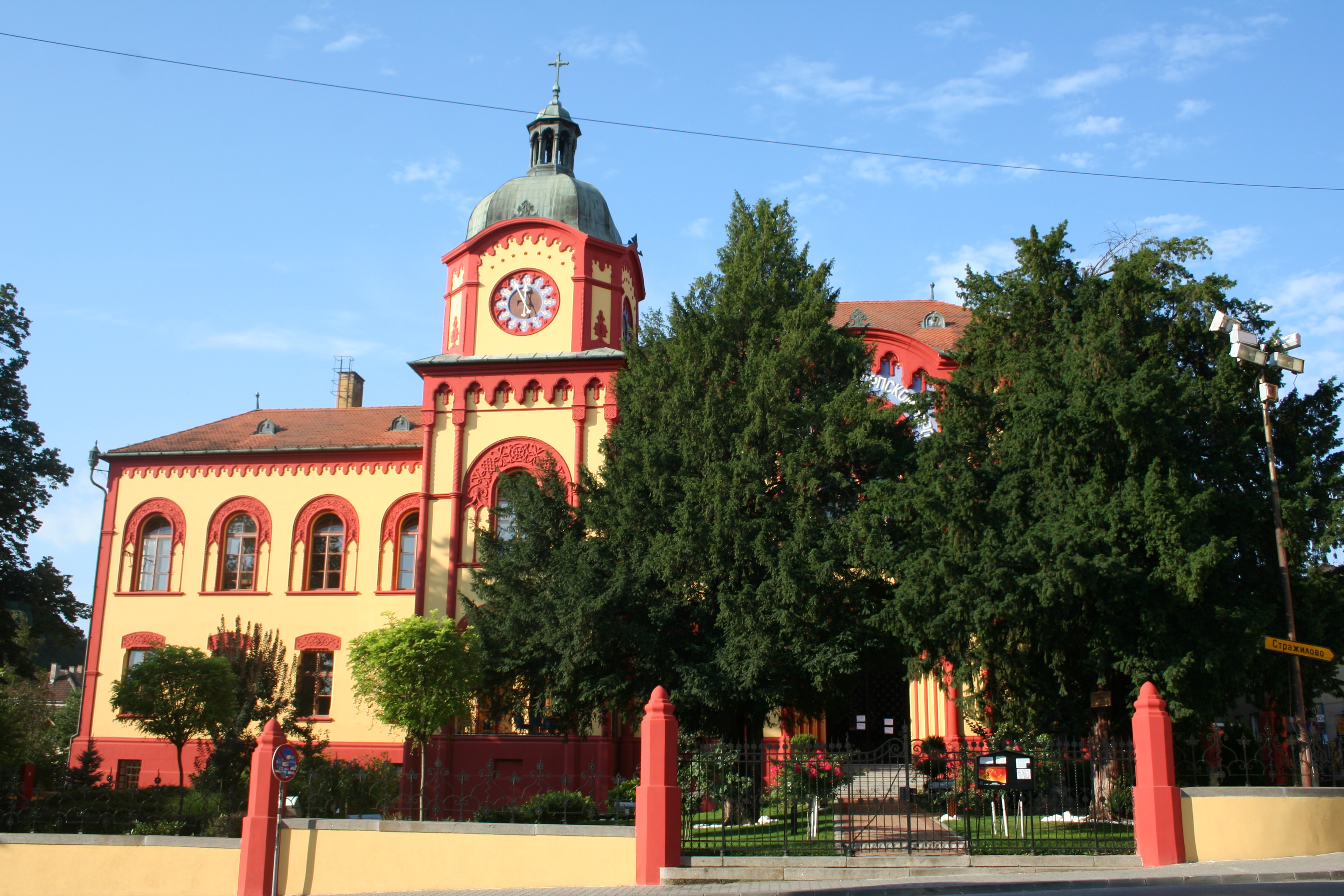

Interiér střední školy
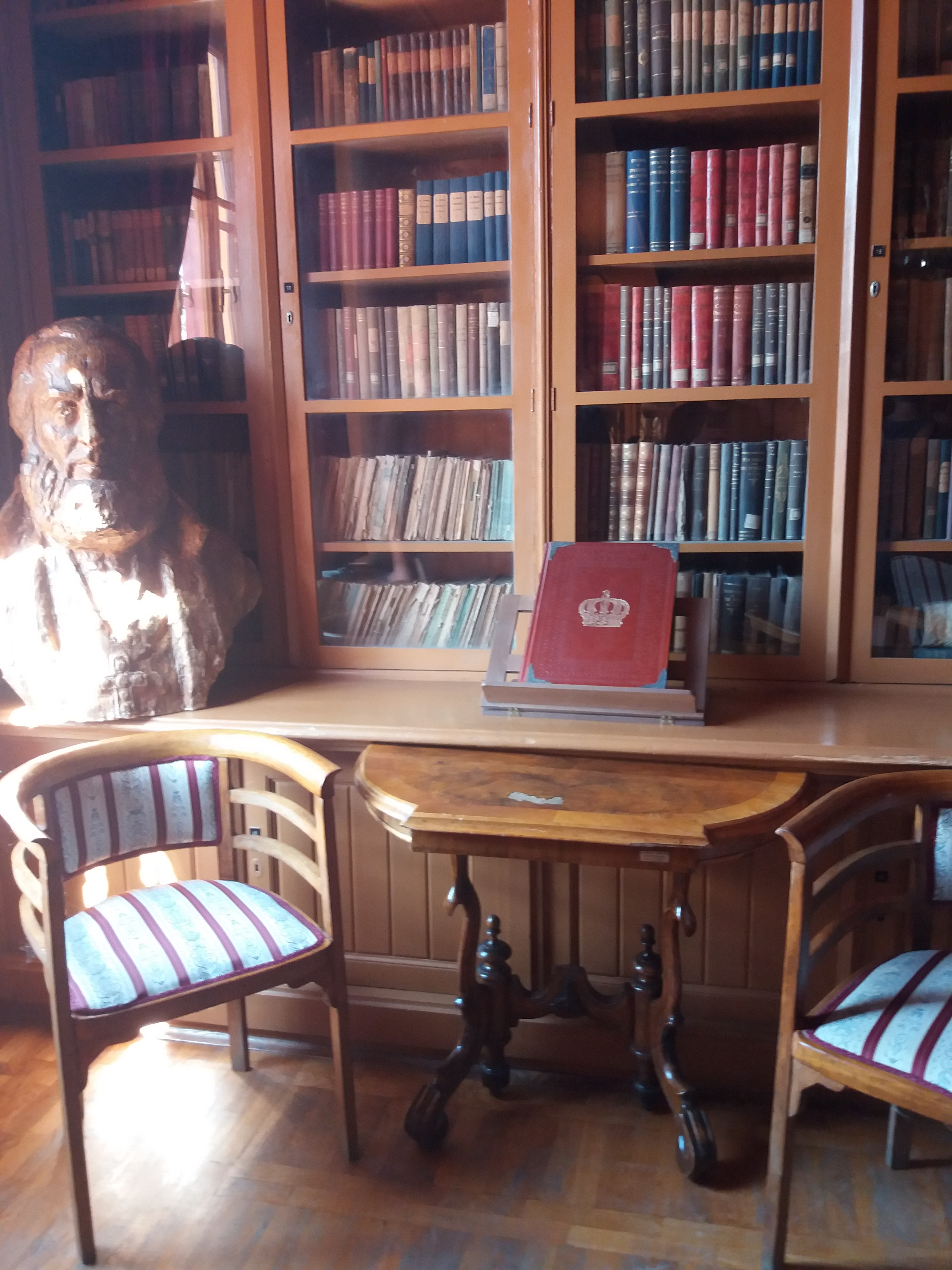
Gymnázium Sremski Karlovci
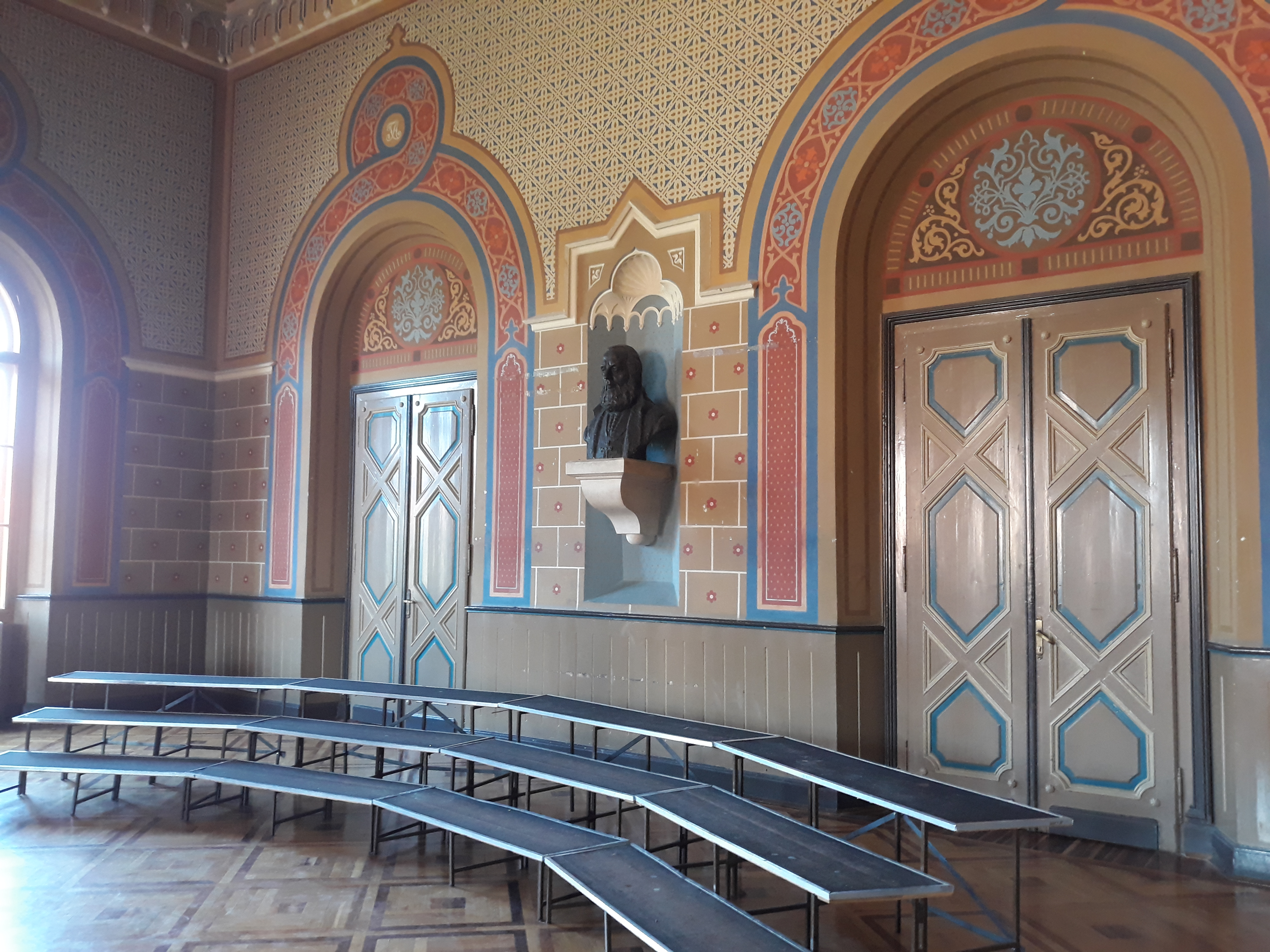
Slavnostní sál
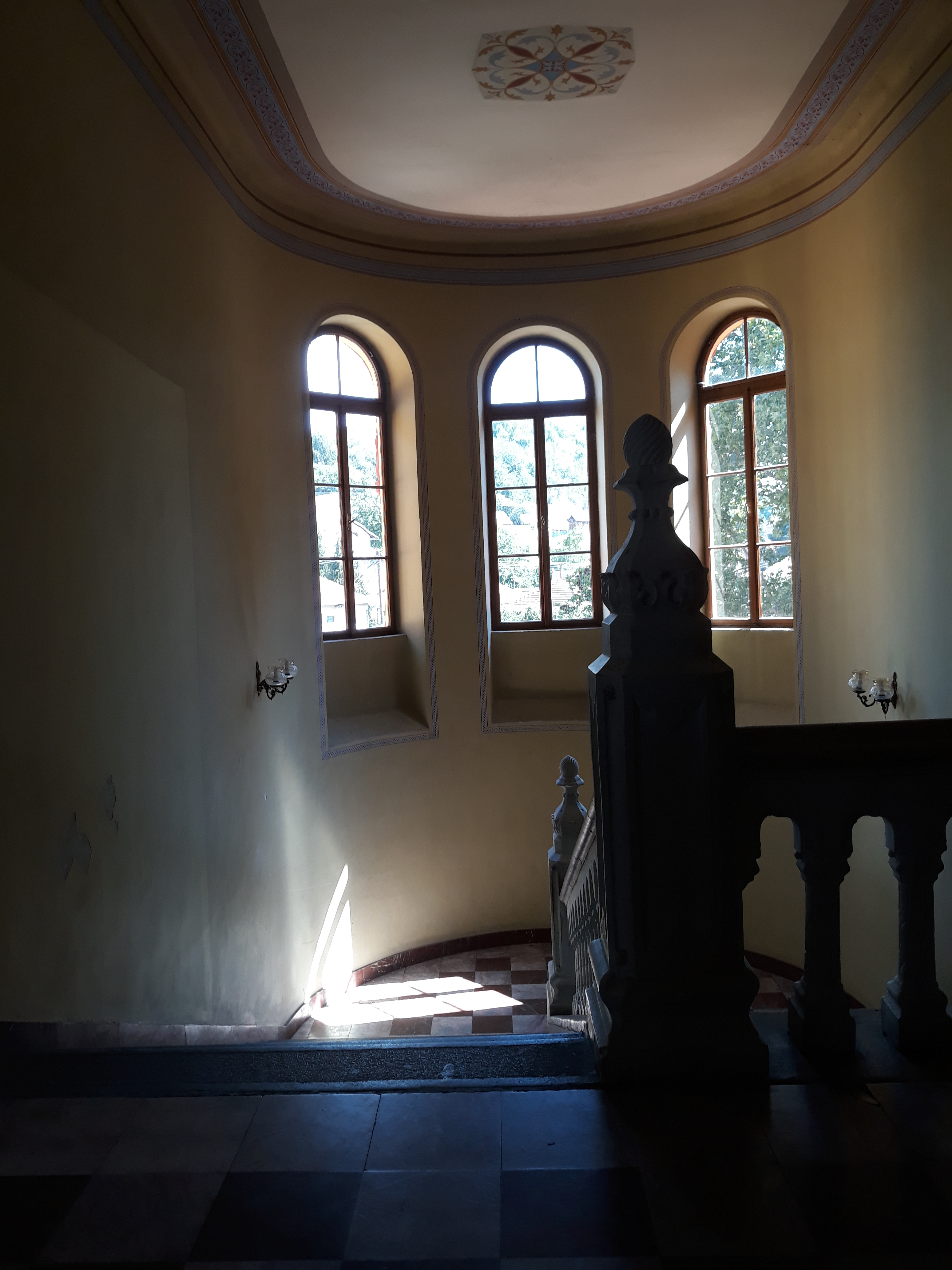
Interiér střední školy
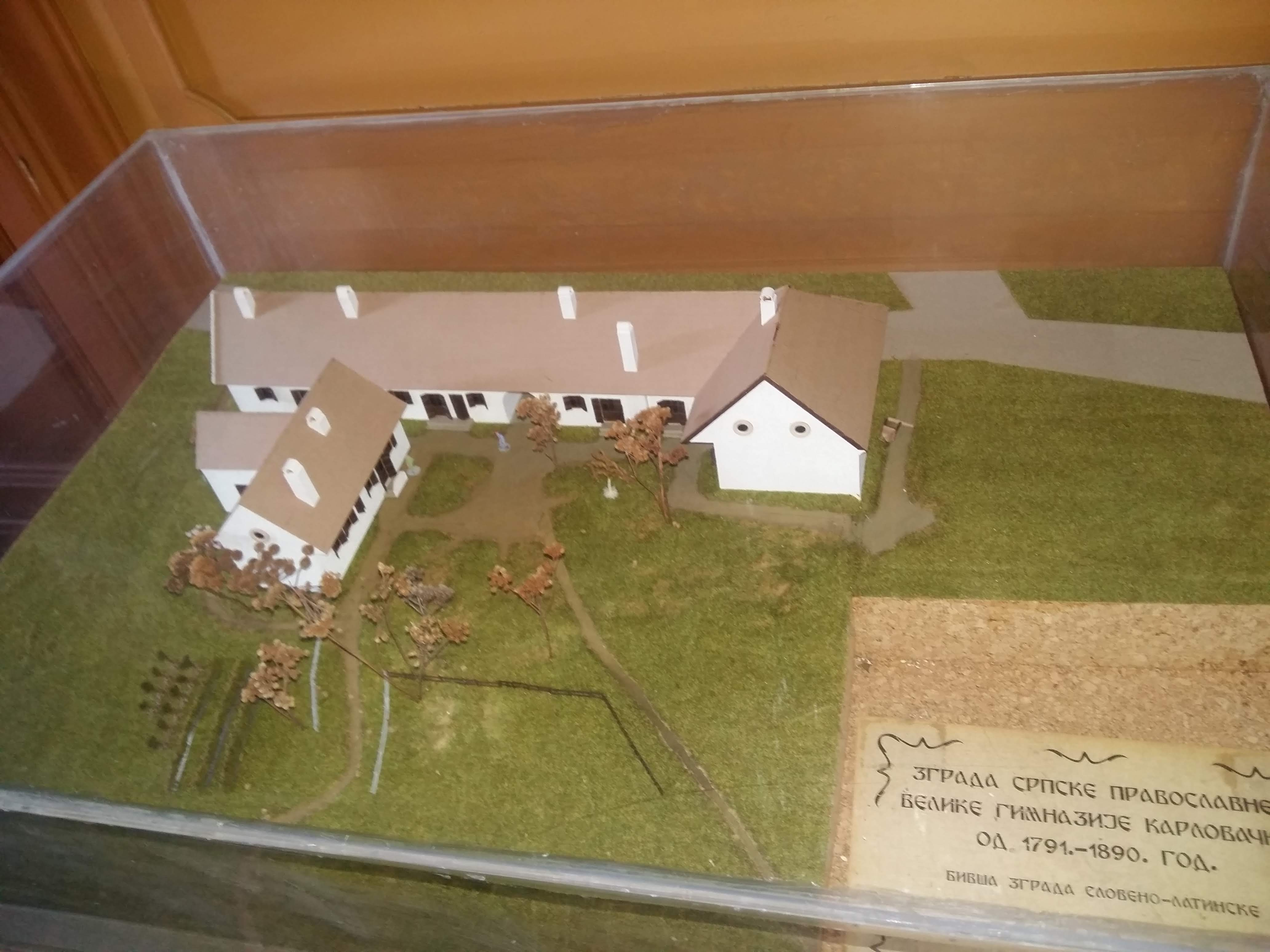
Budova srbské pravoslavné střední školy

Knihovna
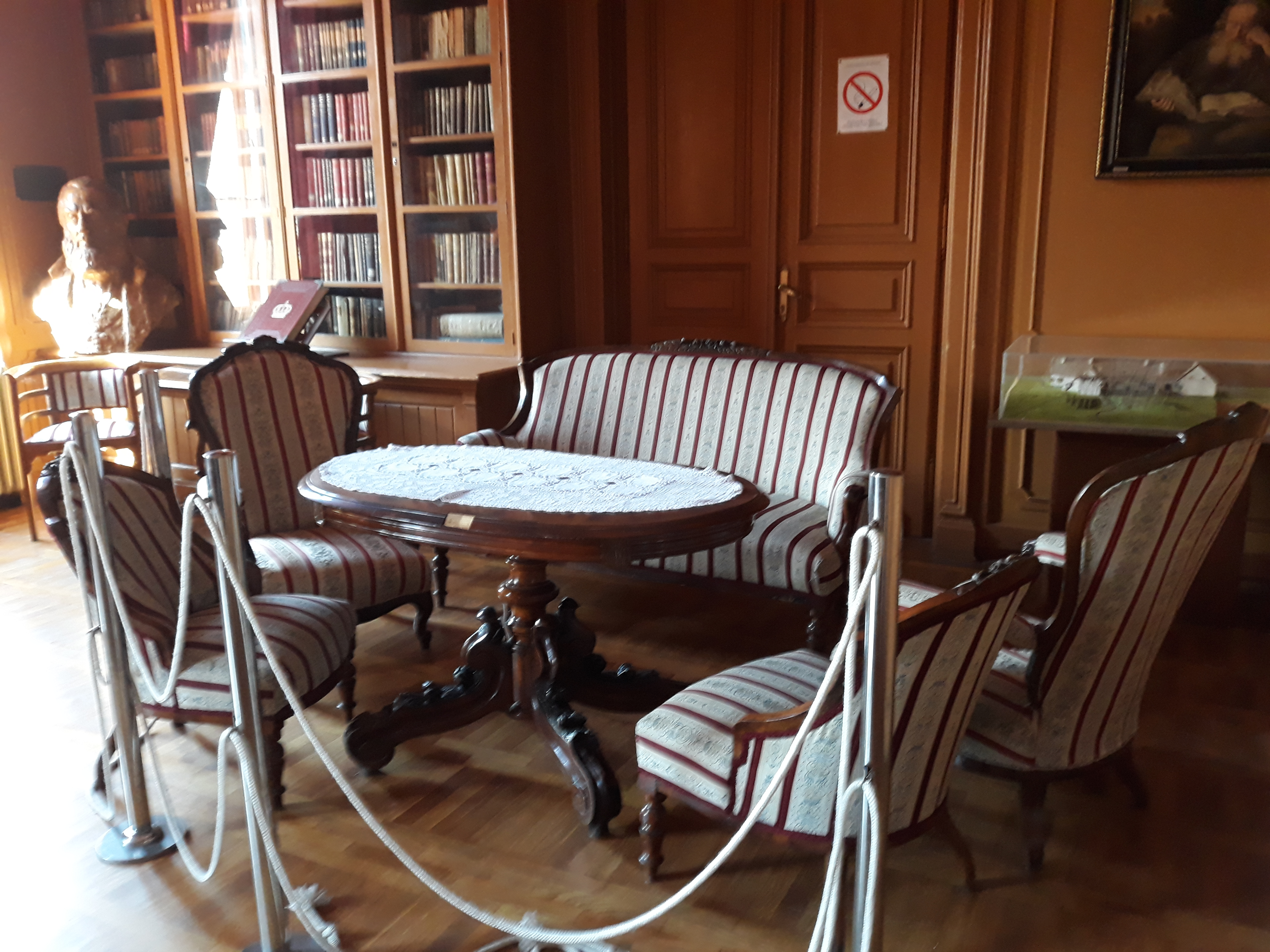
Knihovna
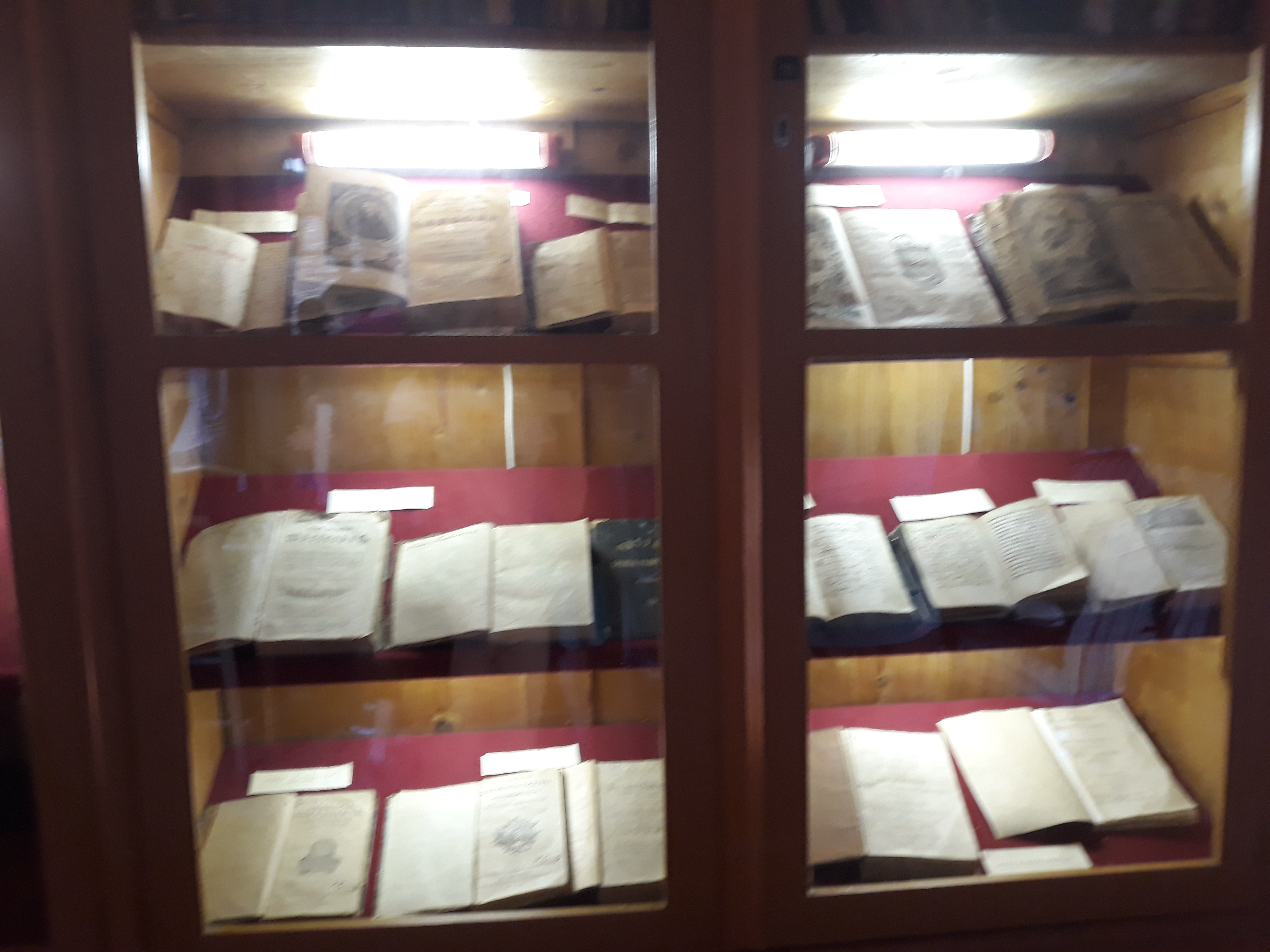
Cenné knihy uchovávané v knihovně střední školy
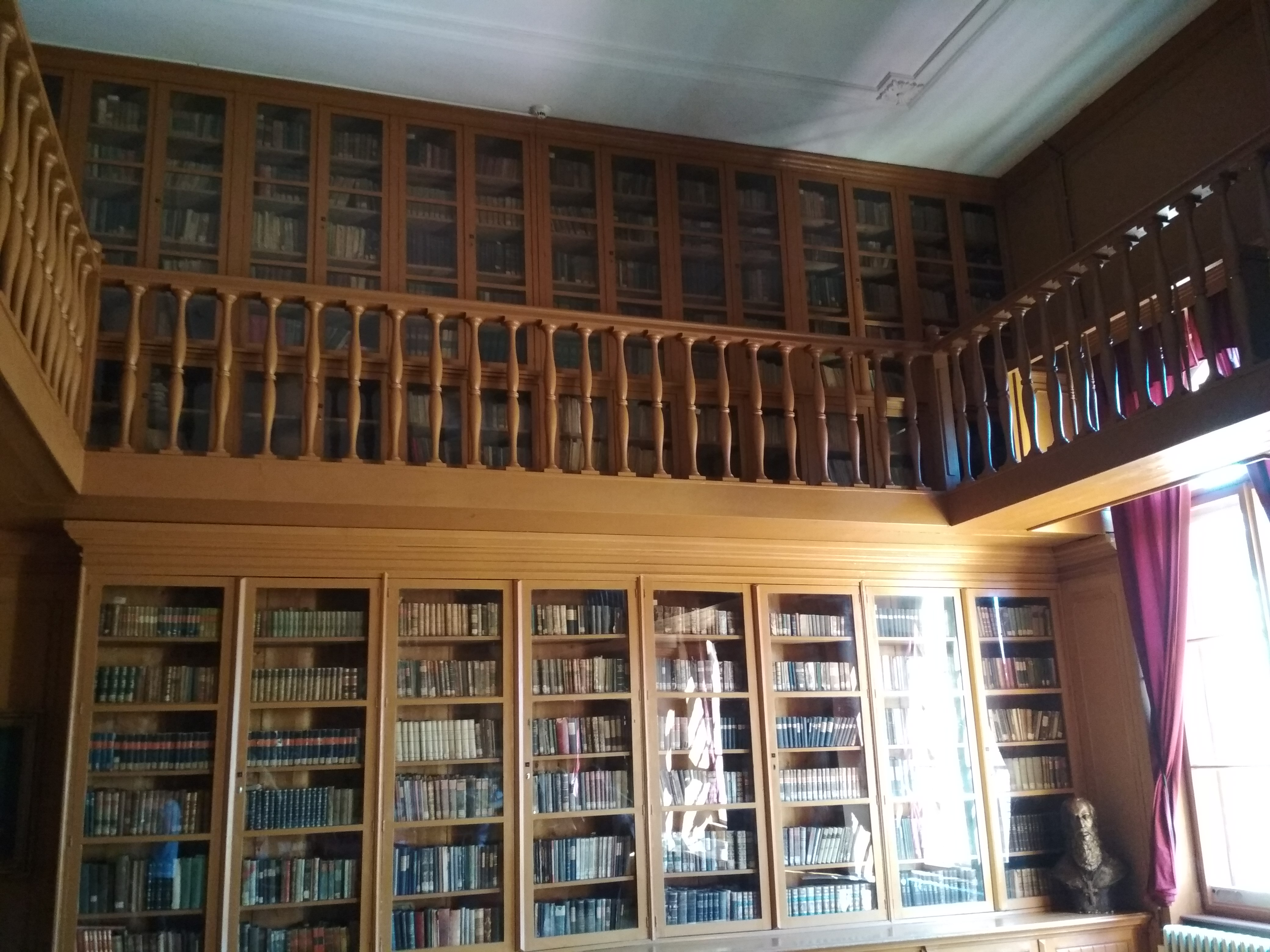
Knihovna
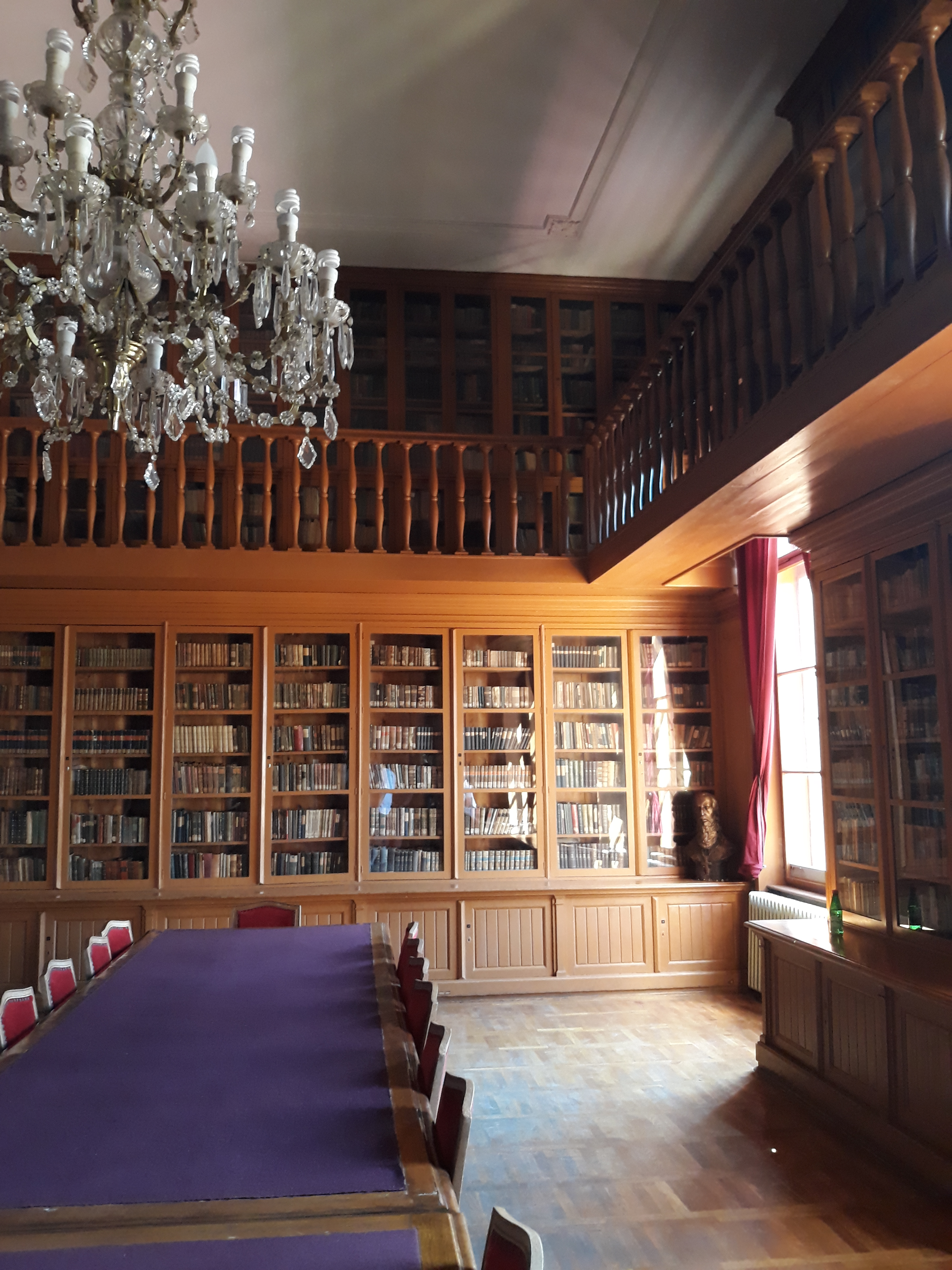
Knihovna
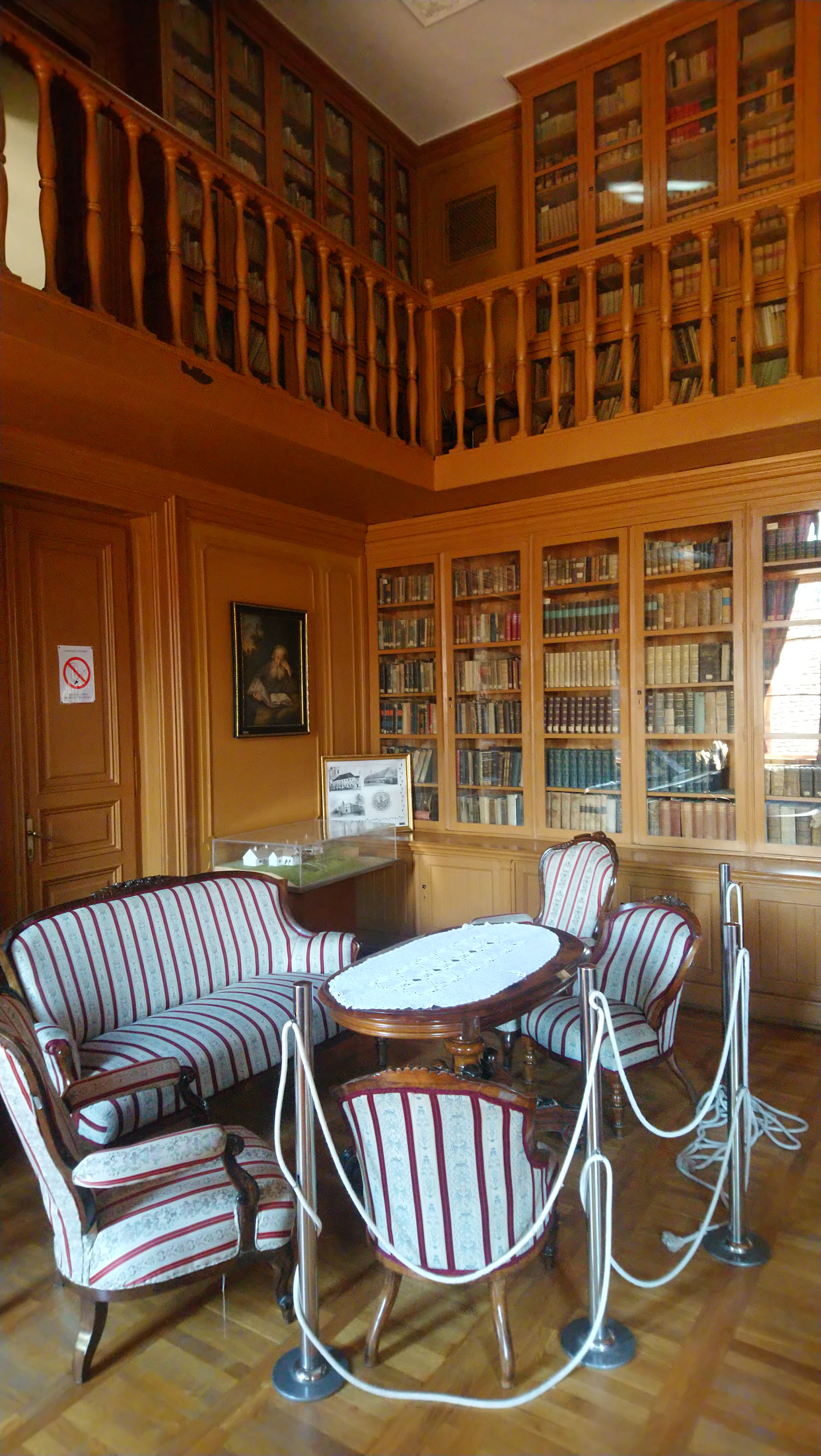
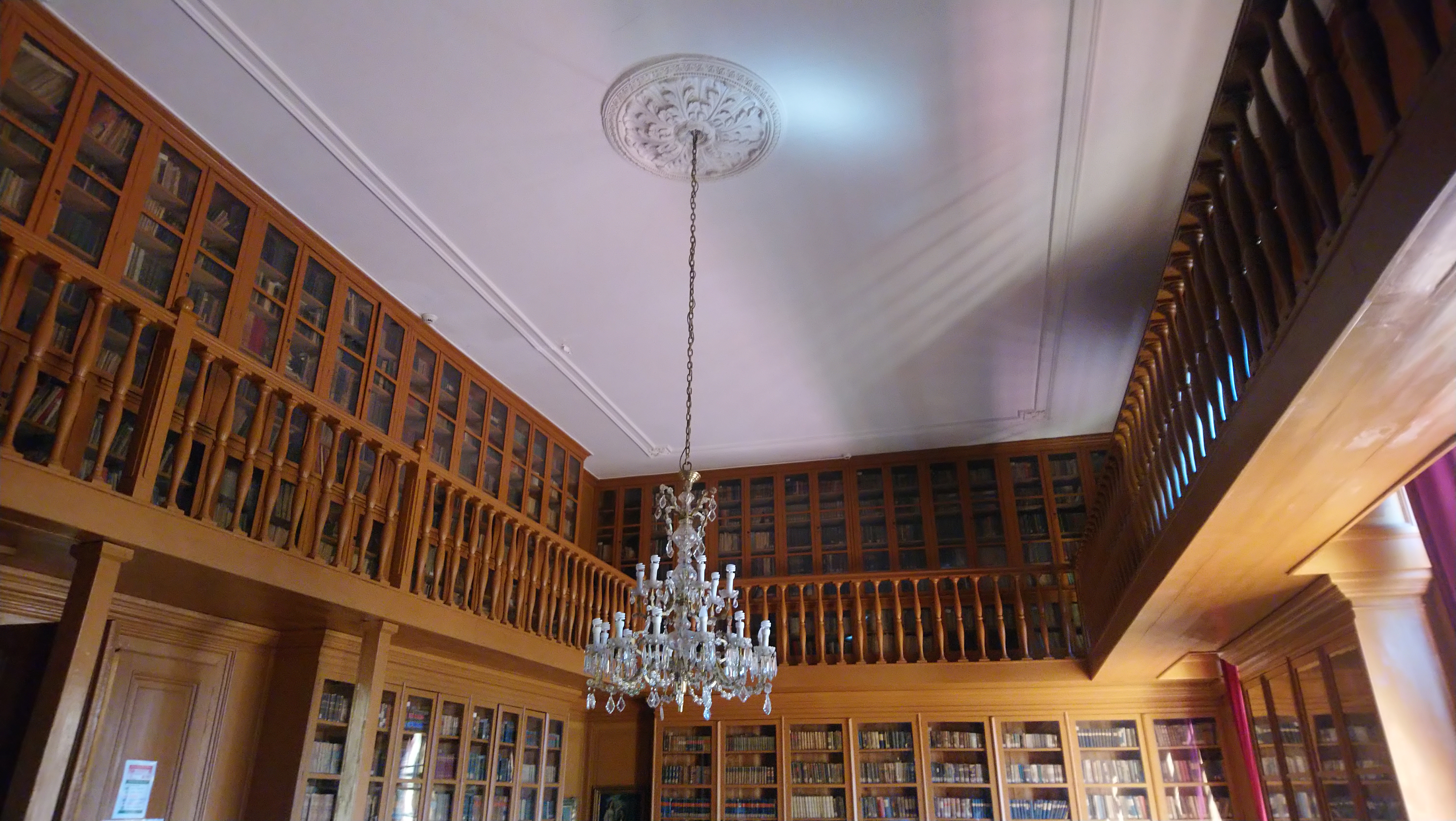